# Prasinocyma pictifimbria
Prasinocyma pictifimbria är en fjärilsart som beskrevs av W. Warren 1904. Prasinocyma pictifimbria ingår i släktet Prasinocyma och familjen mätare. Inga underarter finns listade i Catalogue of Life.